# Ado
Ado（アド、2002年〈平成14年〉10月24日 - ）は、日本の歌い手、プロデューサー。所属事務所はクラウドナイン。所属レーベルはVirgin Music、ゲフィン・レコード。

## 来歴

### 歌い手としての活動からメジャーデビューまで
小学1年生の頃、従妹に「悪ノ娘」・「悪ノ召使」（作詞・作曲：mothy）の二次創作動画を勧められたことをきっかけに、父親のパソコンでVOCALOID楽曲を聴き始める。小学校高学年になると、「ニコニコ動画」やニンテンドー3DSに配信されていたソフト「うごくメモ帳」から、顔を出さずに活動する歌い手の文化に興味を持つようになる。
2017年1月10日、ニコニコ動画にボカロ楽曲「君の体温」の歌ってみた動画を投稿し、歌い手としての活動を始める。
2019年9月17日、自身のYouTubeライブ上で2021年1月10日にZepp DiverCityでワンマンライブを開催すると宣言。
2019年12月23日に配信限定リリースされたくじらの楽曲「金木犀」に参加。
2020年3月29日に配信限定リリースされたjon-YAKITORYの楽曲「シカバネーゼ」でボーカリストとして参加。「シカバネーゼ」はSpotifyの国内バイラルチャートで1位を獲得した。5月にポニーキャニオンの企画アルバムであるPALETTE4に参加。syudouの「コールボーイ」、獅子志司の「絶え間なく藍色」の2曲を配信限定でリリースした。

### メジャーデビュー以降

#### 2020年
10月15日にユニバーサルミュージックよりメジャーデビューすることを発表すると、同月23日にボカロPのsyudou書き下ろしの「うっせぇわ」を配信限定リリース。
自身のYouTubeチャンネルで公開された同作のミュージックビデオは、同年11月14日時点で総再生回数500万再生を達成。その後もうごくちゃんなど多くの歌い手や著名人が楽曲をカバーするなど、翌年にかけて反響が広がった。2024年4月時点で総再生回数は3億回を超えている。
12月24日に2作目のシングルとなる「レディメイド」を配信限定リリース。作詞作曲はボカロPのすりぃが担当した。

#### 2021年
1月22日にテレビ朝日系列「ミュージックステーション」で電話インタビューが放送され、テレビ初出演となる。同年1月23日には「うっせぇわ」が総再生回数4000万回を達成。
2月14日に3作目のシングルとなる「ギラギラ」を配信限定リリース。作詞作曲はボカロPのてにをはが担当した。絵師は沼田ゾンビである。2月18日にはYouTubeチャンネル登録者が100万人を突破した。
3月15日付のBillboard Japan Hot 100にて「うっせぇわ」が自身初となる総合1位を獲得。3月20日に「うっせぇわ」がYouTubeにてMV再生回数が1億回を突破した。公開から148日での1億回再生到達は歴代7位の記録となった。3月29日付のBillboard JAPANチャートにて、「うっせぇわ」のストリーミング累計再生回数が1億回を突破した。チャートイン17週目での1億回突破は歴代6番目の速さとなり、ソロ歌手としては最年少記録である。
4月27日に4作目のシングルとなる「踊」を配信限定リリース。作詞はボカロPのDECO*27が、作曲・編曲はGigaとTeddyLoidが担当した。絵師はかゆかである。
6月14日に5作目のシングルとなる「夜のピエロ」を配信限定リリース。作詞作曲はボカロPのbizが担当した。6月19日にはタマホームの新CM『ハッピーソングAdo篇』に歌唱出演。
7月31日、2021年6月14日に配信された「夜のピエロ」をTeddy Loidがリミックスした「夜のピエロ (Teddy Loid Remix)」を配信限定リリース。また、MVはAdoのイメージディレクターであるORIHARAや「夜のピエロ」のMVを担当したケイゴイノウエ、その他のイラストレーターが手がけ、少女が夜の渋谷を彷徨うものとなっている。
8月12日に6作目のシングルとなる「会いたくて」を配信開始。作詞作曲はみゆはんとボカロPのみきとPが担当した。8月25日公開のBillboard JAPANチャートにて、「踊」のストリーミング累計再生回数が自身2曲目となる1億回を突破、9月22日公開の同チャートで「ギラギラ」のストリーミング累計再生回数が自身3曲目となる1億回を突破した。
10月28日、7作目のシングルとなる「阿修羅ちゃん」を配信限定リリース。作詞作曲はボカロPのNeruが担当した。
12月1日に自身の楽曲「うっせぇわ」が同年の「新語・流行語大賞」の年間トップテンに選出された。12月30日には「第63回日本レコード大賞」にて特別賞を受賞したことを記念し、「うっせぇわ」「踊」「ギラギラ」の3曲を新録し制作されたメドレーMVが番組内で放映された。

#### 2022年
1月26日、ファーストアルバム「狂言」をリリース。4月4日にファーストライブ「喜劇」を自身の夢であったZepp DiverCityで開催。同日、自身初の公式ファンサイト「Adoのドキドキ秘密基地」を開設。4月6日にサンリオとのコラボキャラクター「アドローザトルマリィ」がSANRIOLABO〜サンリオ研究所〜から誕生したことが公表され、4月29日より池袋でコラボカフェが実施されることが発表された。
8月6日、劇場版アニメ『ONE PIECE FILM RED』にてウタの歌唱キャストを担当。劇中歌を収録したアルバム『ウタの歌 ONE PIECE FILM RED』が8月10日にリリースされた。Apple Musicグローバルチャートにおいては、「新時代」が日本の楽曲として初めて全世界1位にランクインした。
また、アルバムに収録されている全8曲がランクインし、「新時代」「私は最強」「逆光」「ウタカタララバイ」の4曲がトップ10入りを果たす。さらにJ-Popジャンル全体の週間再生回数が上昇し、全世界でのJ-Popの週間再生数が過去最大を記録する大きな貢献をした。8月17日公開のBillboard Japan Hot 100にて、「新時代」「逆光」「私は最強」が総合1位 - 3位を獲得。同一アーティストのTOP3独占は同チャート史上初。
8月11日にさいたまスーパーアリーナでのセカンドワンマンライブ「カムパネルラ」を開催。
10月16日にさいたまスーパーアリーナで10月15日・16日の2日間にわたって開催される『超パーティー2022』の2日目に自身初のフェス出演。10月24日にアメリカのレコード会社であるゲフィン・レコードとパートナーシップを結ぶことを発表した。
11月16日に「第64回日本レコード大賞」にて「新時代」が優秀作品賞を受賞、また2年連続で特別賞を受賞した。12月30日の当日には、Adoが本人として電話出演し、当日公開された「新時代」「逆光」「私は最強」のメドレーは、オケとボーカルが新録の上、放送された。
12月30日にCOUNTDOWN JAPAN 22/23に3日目のEARTH STAGEのトリとして初出演。

#### 2023年
1月10日、全国11会場を回るホール＆アリーナツアー「Ado 全国ツアー2023『マーズ』」の開催を発表。
3月16日、東京・ニッポン放送にて2023年度「オールナイトニッポン」パーソナリティ発表記者会見が行われ、Adoが月曜1部パーソナリティを担当する事が発表された。同年4月3日（4日深夜）、レギュラーラジオ番組『Adoのオールナイトニッポン』がスタート。
3月22日、Vaundy提供の新曲「いばら」が「めざましテレビ」（フジテレビ）新テーマソングに採用された。
6月27日、TBSの火曜ドラマ『18/40～ふたりなら夢も恋も～』の主題歌をAdoが担当することになる。主題歌名は「向日葵」。
7月11日、上記ドラマの主題歌「向日葵」が配信リリース、同時にMVも公開。
9月6日、ユニバーサル・スタジオ・ジャパンのハロウィンイベント「ハロウィーン・ホラー・ナイト」とのコラボ楽曲「唱」をリリース。楽曲はBillboard Japan Hot 100（9月27日公開チャート）にて、自身3曲目となるチャート首位を獲得した。さらに、オリコン週間ストリーミングランキング（10月2日付）にて、週間再生数1,321万回を記録し、2023年では初のソロアーティストによるストリーミングランキング１位を獲得した。自身の同ランキング1位獲得は、「うっせぇわ」「新時代 （ウタ from ONE PIECE FILM RED）」に続く通算3作目。 
9月18日、配信シングル「DIGNITY」をリリース。この楽曲はB'zから楽曲提供されたものであり、映画「沈黙の艦隊」の主題歌に採用された。 
10月5日、配信シングル「クラクラ」をリリース。楽曲はTVアニメ「SPY×FAMILY」第2期のOP主題歌に採用された。
10月24日、キャリア初となる世界ツアー『Wish』の開催を発表。
12月2日、日本テレビ系『日テレ系音楽の祭典ベストアーティスト2023』に出演し、「唱」「Tot Musica」を歌唱、テレビ番組で初めての生歌唱となった。また、12月31日には第74回NHK紅白歌合戦に出演、京都市・東本願寺の能舞台で「唱」を歌唱した。

#### 2024年
1月31日、配信シングル『ショコラカタブラ』をリリース。
2月23日、配信シングル『Value』をリリース。
3月30日、レギュラーラジオ番組『Adoのオールナイトニッポン』が放送終了。最終回は世界ツアー中であったため、アメリカ・シカゴからの生中継で行われた。
4月19日、Adoの“前世”を題材としたパラレルワールド小説「アドロイド 11010231224214427」が発売。執筆はてにをは、本作のカバーと中面イラストはAdo自身がファンを公言するマンガ家・宇佐崎しろの描き下ろしイラストが使用されている。
4月27日・28日、メジャーデビューから3年半のスピードで、女性ソロアーティスト史上初となる国立競技場でのワンマンLIVE ｢Ado SPECIAL LIVE 2024『心臓』｣開催。2日間で14万人の観客を動員。
5月31日、配信シングル『MIRROR』をリリース。
6月26日、Adoがプロデュースを手がけたアイドルグループ、ファントムシータのデビューシングル『おともだち』が配信リリース。
7月10日、セカンドアルバム「残夢」をリリース。
10月24日、初のCDシングル『桜日和とタイムマシン with 初音ミク／初夏』をリリース。「初夏」は自身が作詞・作曲を手掛けた楽曲で初めて音源化され、当初はタイトルが公開されておらず「まだ言えません（仮）」と表記されていた。また、キャリア2度目となる世界ツアー『Hibana』の開催を発表した。
11月1日、配信シングル『きっとコースター』をリリース。
12月6日、映画「劇場版ドクターX」の主題歌『Episode X』をリリース。
12月21日、TBS系金曜ドラマ『クジャクのダンス、誰が見た？』の主題歌をAdoが担当することが決定した。楽曲のタイトルは「エルフ」。

#### 2025年
1月24日、上記ドラマの主題歌『エルフ』を配信リリース。
2月、ジョージアのブランドアンバサダーに就任。CMソングに『わたしに花束』が起用され、自身もCMにナレーションで出演した。
5月、憧れの歌い手と名前をあげていたりぶと、米津玄師がボカロPとしてハチ名義で制作した「マトリョシカ」をコラボで歌唱すると発表された。これはりぶの5枚目のアルバム『Ratimeria』の初回限定盤に付帯する「コラボ歌ってみた」と題したCDに収録された。
4月より、二度目となる世界公演ツアー「Ado Hibana」を開催。8/24まで世界各地でライブを執り行う。

## 人物
「Ado」という名前は、小学生の時、国語の授業で聞いた、狂言の「シテ」と「アド」が由来。響きのかっこよさに惹かれて名乗ったが、主役のシテを支えるのが脇役のアドと知り、自分の曲を聴いてくれる人に代わって戦う存在、誰かの人生の脇役になりたいという意味も後付けで込めている。また、英語の「ado」には「骨折り」「騒ぎ」「面倒」という意味があり、「自分に合っている気がする」と語っている。
今までのボカロPや歌い手の顔出しをしないという文化を尊重しており、メディア出演や取材対応の際の顔出しはデビュー当初から一貫して行っておらず、イメージディレクターを務めるORIHARAによるイラストが使われている。「顔出し無し」はライブ出演時やテレビ出演時にも徹底されており、ステージ上に金網で囲まれたケージのようなセットを組んでその中に入り、ステージ背後のスクリーンの明かりをもとに歌唱中のシルエットのみを観客や視聴者に見せるという方法が採られている。
但し、これまで「顔出し」が皆無だったというわけでは無く、2022年4月4日のワンマンライブで顔出しがあったと報じるメディアがあったほか、2022年2月5日放送の日本テレビ系『マツコ会議』ではMCのマツコ・デラックスとオンラインで顔出し対談を行っている（放送ではAdoの顔は送出されず）。この時のAdoの印象について、マツコは「（ファンの）願望も含めて、皆さんが素直に感じた姿な気がする」「『想像と違ったんだけど』っていうのがあったら、どうやって動揺を隠そうかと思ってたんだけど、結構安心した」との感想を述べている。
夢はさいたまスーパーアリーナをファンで埋め尽くしてライブを開催すること。2022年8月にはワンマンライブ『カムパネルラ』を開催したことで、夢を実現させた。
自宅のクローゼットに防音材を一面に貼りつけてレコーディングを行い、1人でレコーディングを行うことがある。
憧れの歌い手として、そらる、まふまふ、りぶを挙げている。好きなアーティストには椎名林檎を挙げ、「歌い方や表現の仕方をリスペクトしている」と語っている。歌い方の面では椎名の他にメガテラ・ゼロや倉橋ヨエコなどから影響を受けている。
本人曰く「根暗で自信がない」性格。通常の歌手では無く「歌い手」の道を選んだのも自分の姿が商品になることに抵抗があったからだという。好きな食べ物は寿司。特にマグロが好物。また、くら寿司の大ファン。ディズニー作品が幼少期から好きで、3歳頃はディズニープリンセスに憧れていた。血液型は不明であるが、自身は「多分O型かと」と述べている。
一人っ子である。
俳優の浜辺美波とは互いに「どんちゃん」「かっちゃん」と呼び合う仲である。Adoの楽曲「心という名の不可解」が浜辺主演のドラマ『ドクターホワイト』の主題歌に起用されたのがきっかけで交流をはじめ、浜辺が2023年6月12日放送のAdoのオールナイトニッポンにゲスト出演する際、浜辺がAdoの「ど」にちなんでAdoのあだ名を「どんちゃん」と名付けたが、そのことを聞いたAdoは太鼓の達人のキャラクターである「どんちゃん」（和田どん）と「かっちゃん」（和田かつ）にちなんで浜辺のあだ名を「かっちゃん」と名付けた。この経緯は2025年4月24日放送のNHK MUSIC SPECIALで両名が出演した際に語られた。

## 音楽性
音楽ジャーナリストの柴那典は、Adoは小学生の時にボーカロイドをきっかけとして音楽に出会ったボカロネイティブ世代であり、シンガー（歌い手）とボカロP・イラストレーター・映像作家などのクリエイターがフラットな関係で結ばれ相乗効果をもたらす、新たな音楽シーンが生まれていると評した。

## ディスコグラフィ

### 配信限定シングル
|      | 配信日 | 配信日      | タイトル             | 最高位          | 最高位          | 最高位          | 最高位 | RIAJ認定 | RIAJ認定           | 収録アルバム                |
| 年   | 月日   | オリコン DS | タイトル             | Billboard JAPAN | Billboard JAPAN | Billboard JAPAN |        | RIAJ認定 | RIAJ認定           | 収録アルバム                |
| 年   | 月日   | オリコン DS | タイトル             | Hot 100         | DL              | ST              | DL     | ST       |                    | 収録アルバム                |
| ---- | ------ | ----------- | -------------------- | --------------- | --------------- | --------------- | ------ | -------- | ------------------ | --------------------------- |
| 1st  | 2020年 | 10月23日    | うっせぇわ           | 1位             | 1位             | 1位             | 2位    | プラチナ | トリプル・プラチナ | 狂言                        |
| 2nd  | 2020年 | 12月24日    | レディメイド         | 28位            | 65位            | 26位            | 92位   | -        | プラチナ           | 狂言                        |
| 3rd  | 2021年 | 2月14日     | ギラギラ             | 6位             | 12位            | 6位             | 18位   | ゴールド | ダブル・プラチナ   | 狂言                        |
| 4th  | 2021年 | 04月27日    | 踊                   | 2位             | 4位             | 2位             | 7位    | ゴールド | トリプル・プラチナ | 狂言                        |
| 5th  | 2021年 | 6月14日     | 夜のピエロ           | 2位             | 13位            | 2位             | 41位   | -        | -                  | 狂言                        |
| 6th  | 2021年 | 8月12日     | 会いたくて           | 5位             | 27位            | 3位             | 63位   | -        | ゴールド           | 狂言                        |
| 7th  | 2021年 | 10月28日    | 阿修羅ちゃん         | 2位             | 5位             | 2位             | 17位   | ゴールド | プラチナ           | 狂言                        |
| 先行 | 2022年 | 1月17日     | 心という名の不可解   | 3位             | 11位            | 4位             | 25位   | -        | ゴールド           | 狂言                        |
| 8th  | 2022年 | 03月14日    | 永遠のあくる日       | 3位             | 35位            | 4位             | -      | -        | -                  | 残夢                        |
| 9th  | 2022年 | 6月8日      | 新時代               | 1位             | 1位             | 1位             | 1位    | プラチナ | トリプル・プラチナ | ウタの歌 ONE PIECE FILM RED |
| 10th | 2022年 | 6月22日     | 私は最強             | 2位             | 2位             | 4位             | 2位    | ゴールド | トリプル・プラチナ | ウタの歌 ONE PIECE FILM RED |
| 11th | 2022年 | 7月6日      | 逆光                 | 2位             | 2位             | 2位             | 2位    | -        | ダブル・プラチナ   | ウタの歌 ONE PIECE FILM RED |
| 先行 | 2022年 | 8月6日      | ウタカタララバイ     | 7位             | 4位             | 18位            | 3位    | -        | プラチナ           | ウタの歌 ONE PIECE FILM RED |
| 12th | 2022年 | 9月19日     | リベリオン           | 3位             | 20位            | 3位             | 58位   | -        | ゴールド           | 残夢                        |
| 13th | 2022年 | 10月10日    | 行方知れず           | 9位             | 25位            | 10位            | 78位   | -        | -                  | 残夢                        |
| 14th | 2023年 | 2月20日     | アタシは問題作       | 2位             | 27位            | 2位             | 66位   | -        | -                  | 残夢                        |
| 15th | 2023年 | 5月9日      | いばら               | 5位             | 38位            | 5位             | -      | -        | -                  | 残夢                        |
| 16th | 2023年 | 7月11日     | 向日葵               | 5位             | 19位            | 4位             | 18位   | -        | ゴールド           | 残夢                        |
| 17th | 2023年 | 9月6日      | 唱                   | 1位             | 1位             | 1位             | 1位    | ゴールド | トリプル・プラチナ | 残夢                        |
| 18th | 2023年 | 9月18日     | DIGNITY              | 4位             | 34位            | 4位             | -      | -        | -                  | 残夢                        |
| 19th | 2023年 | 10月5日     | クラクラ             | 3位             | 10位            | 3位             | 19位   | -        | ゴールド           | 残夢                        |
| 20th | 2023年 | 10月14日    | オールナイトレディオ | 12位            | 99位            | 11位            | -      | -        | -                  | 残夢                        |
| 先行 | 2023年 | 11月15日    | unravel              | 5位             | 50位            | 5位             | 71位   | -        | -                  | Adoの歌ってみたアルバム     |
| 先行 | 2023年 | 11月29日    | ブリキノダンス       | 7位             | 88位            | 6位             | 95位   | -        | -                  | Adoの歌ってみたアルバム     |
| 21st | 2024年 | 1月31日     | ショコラカタブラ     | 6位             | 22位            | 4位             | 61位   | -        | -                  | 残夢                        |
| 22nd | 2024年 | 2月23日     | Value                | 9位             | 45位            | 10位            | 82位   | -        |                    | 残夢                        |
| 23rd | 2024年 | 5月31日     | MIRROR               | 8位             | 44位            | 7位             | 88位   | -        | -                  | 残夢                        |
| 24th | 2024年 | 7月5日      | ルル                 | 11位            | 40位            | 12位            | 82位   | -        | -                  | 残夢                        |
| 25th | 2024年 | 10月14日    | 初夏                 | 6位             | 63位            | 5位             | -      | -        | -                  | Adoのベストアドバム         |
| 26th | 2024年 | 11月1日     | きっとコースター     | 14位            | -               | 14位            | -      | -        | -                  | 未収録                      |
| 27th | 2024年 | 12月6日     | Episode X            | 3位             | 39位            | 2位             | 72位   | -        | -                  | Adoのベストアドバム         |
| 28th | 2025年 | 1月24日     | エルフ               | 6位             | 44位            | 6位             | 51位   | -        | -                  | Adoのベストアドバム         |
| 29th | 2025年 | 3月10日     | わたしに花束         | 4位             | 40位            | 4位             | 89位   | -        | -                  | Adoのベストアドバム         |
| 30th | 2025年 | 5月16日     | ゲゲゲの鬼太郎       | -               | -               | -               | -      | -        | -                  | 未収録                      |

#### リミックス・別バージョン作品
| 配信日 | 配信日   | タイトル                          |
| 年     | 月日     | タイトル                          |
| ------ | -------- | --------------------------------- |
| 2021年 | 2月5日   | うっせぇわ (Giga Remix)           |
| 2021年 | 7月29日  | 夜のピエロ (TeddyLoid Remix)      |
| 2021年 | 8月31日  | 踊 (Bon-Odo Remix)                |
| 2021年 | 09月30日 | 会いたくて (Piano & Strings Ver.) |
| 2023年 | 12月31日 | 唱 (Jax Jones Remix)              |

### CDシングル
|     | 発売日 | 発売日   | タイトル                                                                                  | 規格      | 販売形態                   | 規格品番   |
| 年  | 月日   |          | タイトル                                                                                  | 規格      | 販売形態                   | 規格品番   |
| --- | ------ | -------- | ----------------------------------------------------------------------------------------- | --------- | -------------------------- | ---------- |
| 1st | 2024年 | 10月24日 | 桜日和とタイムマシン with 初音ミク／初夏                                                  | CD+グッズ | 完全数量限定盤             | PDCV-5081  |
| 1st | 2024年 | 10月24日 | 桜日和とタイムマシン with 初音ミク／初夏                                                  | CD        | 初回限定盤                 | TYCT-39261 |
| 1st | 2024年 | 10月24日 | 桜日和とタイムマシン with 初音ミク／初夏                                                  | CD        | 通常盤                     | TYCT-39263 |
| 1st | 2024年 | 10月24日 | 初夏／桜日和とタイムマシン with 初音ミク                                                  | CD+グッズ | 完全数量限定盤             | PDCV-5082  |
| 1st | 2024年 | 10月24日 | 初夏／桜日和とタイムマシン with 初音ミク                                                  | CD        | 初回限定盤                 | TYCT-39262 |
| 1st | 2024年 | 10月24日 | 初夏／桜日和とタイムマシン with 初音ミク                                                  | CD        | 通常盤                     | TYCT-39264 |
| 1st | 2024年 | 10月24日 | 『桜日和とタイムマシン with 初音ミク／初夏』+『初夏／桜日和とタイムマシン with 初音ミク』 | CD+グッズ | 完全数量限定盤 2形態セット | D2CE-15260 |

### オリジナルアルバム
|     | 発売日 | 発売日  | タイトル | 販売形態                     | 販売形態                               | 規格品番   | 最高位 (オリコン) | RIAJ ゴールドディスク認定 |
| 年  | 月日   |         | タイトル | 販売形態                     | 販売形態                               | 規格品番   | 最高位 (オリコン) | RIAJ ゴールドディスク認定 |
| --- | ------ | ------- | -------- | ---------------------------- | -------------------------------------- | ---------- | ----------------- | ------------------------- |
| 1st | 2022年 | 1月26日 | 狂言     | CD+フィギュア                | 完全数量限定盤                         | TYCT-69202 | 1位               | プラチナ                  |
| 1st | 2022年 | 1月26日 | 狂言     | CD+DVD+書籍                  | 初回限定DVD&書籍盤                     | TYCT-69203 | 1位               | プラチナ                  |
| 1st | 2022年 | 1月26日 | 狂言     | CD+アクリルチャーム          | 初回限定ゆらゆらアクリルチャーム盤     | TYCT-69204 | 1位               | プラチナ                  |
| 1st | 2022年 | 1月26日 | 狂言     | CD                           | 通常盤                                 | TYCT-69205 | 1位               | プラチナ                  |
| 2nd | 2024年 | 7月10日 | 残夢     | BIGアクリルスタンド＆Blu-ray | 完全数量限定盤                         | PDCV-1240  | 1位               | ゴールド                  |
| 2nd | 2024年 | 7月10日 | 残夢     | CD+Blu-ray                   | 初回限定Blu-ray盤                      | TYCT-69306 | 1位               | ゴールド                  |
| 2nd | 2024年 | 7月10日 | 残夢     | CD+DVD                       | 初回限定DVD盤                          | TYCT-69307 | 1位               | ゴールド                  |
| 2nd | 2024年 | 7月10日 | 残夢     | CD+ラバーコースター          | 完全数量限定ラバーコースター盤         | TYCT-69308 | 1位               | ゴールド                  |
| 2nd | 2024年 | 7月10日 | 残夢     | CD+アクリルチャーム          | 完全数量限定ゆらゆらキラキラチャーム盤 | TYCT-69309 | 1位               | ゴールド                  |
| 2nd | 2024年 | 7月10日 | 残夢     | CD                           | 通常盤                                 | TYCT-69310 | 1位               | ゴールド                  |

### ベスト・アルバム
|     | 発売日 | 発売日 | タイトル            | 販売形態             | 販売形態                                   | 規格品番     | 最高位 (オリコン) | RIAJ ゴールドディスク認定 |
| 年  | 月日   |        | タイトル            | 販売形態             | 販売形態                                   | 規格品番     | 最高位 (オリコン) | RIAJ ゴールドディスク認定 |
| --- | ------ | ------ | ------------------- | -------------------- | ------------------------------------------ | ------------ | ----------------- | ------------------------- |
| 1st | 2025年 | 4月9日 | Adoのベストアドバム | 2CD+GOODS+Blu-ray    | 完全数量限定デラックスBOX盤                | PDCV-1247    | -                 | -                         |
| 1st | 2025年 | 4月9日 | Adoのベストアドバム | 2CD+GOODS+DVD        | 完全数量限定デラックスBOX盤                | PDCV-1248    | -                 | -                         |
| 1st | 2025年 | 4月9日 | Adoのベストアドバム | 2CD+Blu-ray          | 初回限定『喜劇』盤                         | TYCT-69342   | -                 | -                         |
| 1st | 2025年 | 4月9日 | Adoのベストアドバム | 2CD+DVD              | 初回限定『喜劇』盤                         | TYCT-69343   | -                 | -                         |
| 1st | 2025年 | 4月9日 | Adoのベストアドバム | 2CD+アクリルチャーム | 完全数量限定シャカシャカアクリルチャーム盤 | TYCT-69344   | -                 | -                         |
| 1st | 2025年 | 4月9日 | Adoのベストアドバム | 2CD                  | 通常盤                                     | TYCT-69345/6 | -                 | -                         |

### トリビュート・カバーアルバム
| 発売日 | 発売日   | タイトル                    | 販売形態                             | 販売形態   | 規格品番   | 最高位 (オリコン) | RIAJ ゴールドディスク認定 |
| 年     | 月日     | タイトル                    | 販売形態                             | 販売形態   | 規格品番   | 最高位 (オリコン) | RIAJ ゴールドディスク認定 |
| ------ | -------- | --------------------------- | ------------------------------------ | ---------- | ---------- | ----------------- | ------------------------- |
| 2022年 | 8月10日  | ウタの歌 ONE PIECE FILM RED | CD+DVD                               | 初回限定盤 | TYCT-69245 | 2位               | プラチナ                  |
| 2022年 | 8月10日  | ウタの歌 ONE PIECE FILM RED | CD                                   | 通常盤     | TYCT-60200 | 2位               | プラチナ                  |
| 2023年 | 12月13日 | Adoの歌ってみたアルバム     | CD+アクリルスタンド+ステッカーシート | 初回限定盤 | TYCT-69290 | 2位               | ゴールド                  |
| 2023年 | 12月13日 | Adoの歌ってみたアルバム     | CD                                   | 通常盤     | TYCT-60222 | 2位               | ゴールド                  |

### 配信限定アルバム
| 発売日 | 発売日 | タイトル                         | 形態                   | レーベル                       |
| 年     | 月日   | タイトル                         | 形態                   | レーベル                       |
| ------ | ------ | -------------------------------- | ---------------------- | ------------------------------ |
| 2024年 | 2月6日 | Ado ”Ready For My Show Playlist” | デジタル・ダウンロード | UMG Recordings Inc.            |
| 2024年 | 9月5日 | 唱 LP                            | デジタル・ダウンロード | Virgin Music / UNIVERSAL MUSIC |

### LPレコード
| 発売日 | 発売日   | タイトル                    | 販売形態        | 販売形態                  | 規格品番   |
| 年     | 月日     | タイトル                    | 販売形態        | 販売形態                  | 規格品番   |
| ------ | -------- | --------------------------- | --------------- | ------------------------- | ---------- |
| 2023年 | 1月26日  | 狂言                        | LPレコード2枚組 | 完全生産限定盤            | TYJT-59002 |
| 2023年 | 6月14日  | ウタの歌 ONE PIECE FILM RED | LPレコード      | 完全生産限定盤/数量限定盤 | TYJT-59004 |
| 2024年 | 12月11日 | 残夢                        | LPレコード2枚組 | 完全生産限定盤            | TYJT-59005 |
| 2025年 | 7月30日  | Adoのベストアドバム Vol.1   | LPレコード2枚組 | 完全生産限定盤(数量限定)  | TYJT-59012 |
| 2025年 | 7月30日  | Adoのベストアドバム Vol.2   | LPレコード2枚組 | 完全生産限定盤(数量限定)  | TYJT-59014 |

### 参加楽曲
| 発売日 | 発売日   | アーティスト                     | タイトル                                             |
| 年     | 月日     | アーティスト                     | タイトル                                             |
| ------ | -------- | -------------------------------- | ---------------------------------------------------- |
| 2019年 | 12月23日 | くじら                           | 金木犀 feat. Ado                                     |
| 2020年 | 2月2日   | M.A.K.E.vortex                   | '20KYO                                               |
| 2020年 | 2月24日  | 水槽                             | SLEEP WITH SHEEP (feat. Ado)                         |
| 2020年 | 3月29日  | jon-YAKITORY                     | シカバネーゼ (feat. Ado)                             |
| 2020年 | 5月6日   | syudou                           | コールボーイ（カバー）                               |
| 2020年 | 5月6日   | 獅子志司                         | 絶え間なく藍色（カバー）                             |
| 2020年 | 5月11日  | 吐息                             | ANEMONE (feat. Ado)                                  |
| 2020年 | 6月30日  | 南雲ゆうき                       | Stick Candy (feat. Ado)                              |
| 2020年 | 7月19日  | WOLF GAMES/jon-YAKITORY          | ラクタス・オルビス(CV.織姫（壱の声:Ado）)            |
| 2020年 | 8月14日  | biz                              | 東亰カニバリズム (feat. Ado)                         |
| 2020年 | 8月28日  | jon-YAKITORY                     | イート (feat. Ado)                                   |
| 2020年 | 9月11日  | biz                              | フロイトメタ (feat. Ado)                             |
| 2020年 | 9月21日  | Linmu                            | お洒落番長 (feat. Ado)                               |
| 2020年 | 9月23日  | 泣き虫☔︎                         | Shake It Now. (feat. Ado)                            |
| 2020年 | 12月11日 | jon-YAKITORY                     | フェイキング・オブ・コメディ (feat. Ado)             |
| 2020年 | 12月12日 | 柊キライ                         | ラブカ？ (feat. Ado)                                 |
| 2021年 | 2月1日   | ミコ吉                           | Radio Noise (feat. Ado)                              |
| 2021年 | 3月6日   | Hosomichi Okuno / おくのほそみち | フールフールフール (feat. Ado)                       |
| 2021年 | 7月16日  | jon-YAKITORY                     | アンチシステム's (feat. Ado)                         |
| 2021年 | 9月17日  | jon-YAKITORY                     | 蝸旋 (feat. Ado)                                     |
| 2021年 | 12月29日 | 黒うさP                          | 千本桜（カバー）                                     |
| 2022年 | 3月30日  | まふまふ                         | 立ち入り禁止（カバー）                               |
| 2023年 | 8月23日  | LE SSERAFIM                      | UNFORGIVEN (feat. Nile Rodgers, Ado) -Japanese ver.- |
| 2024年 | 12月16日 | Imagine Dragons                  | Take Me to the Beach feat. Ado                       |
| 2025年 | 4月16日  | バルーン                         | シャルル Prod. by キタニタツヤ（カバー）             |
| 2025年 | 5月1日   | 中森明菜                         | 十戒(1984)（カバー）                                 |
| 2025年 | 5月14日  | Ado×りぶ                         | マトリョシカ（カバー）                               |
| 2025年 | 6月13日  | Jax Jones、Ado                   | Stay Gold (from BEYBLADE X)                          |

### 映像作品
|     | 発売日 | 発売日   | タイトル     | 販売形態                                                             | 販売形態   | 規格品番   | 最高位 |
| 年  | 月日   |          | タイトル     | 販売形態                                                             | 販売形態   | 規格品番   | 最高位 |
| --- | ------ | -------- | ------------ | -------------------------------------------------------------------- | ---------- | ---------- | ------ |
| 1st | 2023年 | 6月21日  | カムパネルラ | DVD+ブックレット                                                     | 通常盤     | TYBT-10078 | 1位    |
| 1st | 2023年 | 6月21日  | カムパネルラ | DVD+フォトブック+ポスター+ステッカー                                 | 初回限定盤 | TYBT-19033 | 1位    |
| 1st | 2023年 | 6月21日  | カムパネルラ | Blu-ray+ブックレット                                                 | 通常盤     | TYXT-10064 | 1位    |
| 1st | 2023年 | 6月21日  | カムパネルラ | Blu-ray+フォトブック+ポスター+ステッカー                             | 初回限定盤 | TYXT-19027 | 1位    |
| 2nd | 2024年 | 4月10日  | マーズ       | DVD+ブックレット                                                     | 通常盤     | TYBT-10085 | 1位    |
| 2nd | 2024年 | 4月10日  | マーズ       | DVD+フォトブック+ポスター+ステッカー+ポストカード+シリアルコード     | 初回限定盤 | TYBT-19039 | 1位    |
| 2nd | 2024年 | 4月10日  | マーズ       | Blu-ray+ブックレット                                                 | 通常盤     | TYXT-10071 | 1位    |
| 2nd | 2024年 | 4月10日  | マーズ       | Blu-ray+フォトブック+ポスター+ステッカー+ポストカード+シリアルコード | 初回限定盤 | TYXT-19033 | 1位    |
| 3rd | 2024年 | 12月25日 | 心臓         | DVD+ブックレット                                                     | 通常盤     | TYBT-10094 |        |
| 3rd | 2024年 | 12月25日 | 心臓         | DVD+2CD+ライブフォトブック+ポスター+ステッカー+ポストカード          | 初回限定盤 | TYBT-19050 |        |
| 3rd | 2024年 | 12月25日 | 心臓         | Blu-ray+ブックレット                                                 | 通常盤     | TYXT-10076 |        |
| 3rd | 2024年 | 12月25日 | 心臓         | Blu-ray+2CD+ライブフォトブック+ポスター+ステッカー+ポストカード      | 初回限定盤 | TYXT-19041 |        |

## ライブ・イベント

### 単独公演
| 日程                           | タイトル                                | 会場 |
| ------------------------------ | --------------------------------------- | --- |
| 2022年4月4日                   | Ado ワンマンライブ『喜劇』              | Zepp DiverCity（東京都港区） |
| 2022年8月11日                  | Ado 2ndライブ『カムパネルラ』           | さいたまスーパーアリーナ（埼玉県さいたま市中央区） |
| 2022年12月2日 ｜ 2023年1月10日 | Ado LIVE TOUR 2022-2023『蜃気楼』       | 6会場10公演 KT Zepp Yokohama（神奈川県横浜市西区、12月2日） Zepp Fukuoka（福岡県福岡市中央区、12月8日） Zepp Sapporo（北海道札幌市中央区、12月14日） Zepp Haneda（東京都大田区、12月17日・18日） Zepp Nagoya（愛知県名古屋市中村区、12月21日・22日） Zepp Osaka Bayside（大阪府大阪市浪速区、12月26日・27日） Zepp Haneda（東京都大田区、1月10日） |
| 2023年6月29日 ｜ 同年9月17日   | Ado 全国ツアー2023『マーズ』            | 11会場14公演 大宮ソニックシティ（埼玉県さいたま市大宮区、6月29日） 東京エレクトロンホール宮城（宮城県仙台市青葉区、7月1日） レクザムホール（香川県高松市、7月8日） 福岡サンパレス ホテル＆ホール（福岡県福岡市博多区、7月16日） 新潟県民会館（新潟県新潟市中央区、7月22日） 名古屋国際会議場センチュリーホール（愛知県名古屋市熱田区、7月30日） 札幌文化芸術劇場hitaru（北海道札幌市中央区、8月12日） 広島文化学園HBGホール（広島県広島市中区、8月20日） 日本武道館（東京都千代田区、8月29日・30日） 大阪城ホール（大阪府大阪市中央区、9月9日・10日） 横浜アリーナ（神奈川県横浜市港北区、9月16日・17日） |
| 2024年2月4日 ｜ 同年4月1日     | Ado THE FIRST WORLD TOUR “Wish”         | 14会場14公演 · Thunder Dome（ タイ・バンコク、2月4日） · Taipei Music Center（ 台湾・台北、2月7日） · AsiaWorld-Expo, Runway 11（ 香港、2月18日） · Mega Star Arena（ マレーシア・クアラルンプール、2月21日） · KINTEX HALL 10（ 韓国・ソウル、2月24日） · The Kasablanka Hall（ インドネシア・ジャカルタ、2月27日） · ING Arena（ ベルギー・ブリュッセル、3月9日） · Zénith Paris - La Villette（ フランス・パリ、3月11日） · Troxy（ イギリス・ロンドン、3月13日） · Mitsubishi Electric Halle（ ドイツ・デュッセルドルフ、3月16日） · Palladium Times Square（ アメリカ・ニューヨーク、3月23日） · Aragon Ballroom（ アメリカ・シカゴ、3月25日） · Peacock Theatre （ アメリカ・ロサンゼルス、3月29日） · H-E-B Center （ アメリカ・オースティン、4月1日） |
| 2024年4月27日、28日            | Ado SPECIAL LIVE 2024「心臓」           | 国立競技場（東京都新宿区） |
| 2024年7月14日 ｜ 同年12月28日  | Ado JAPAN TOUR 2024「モナ・リザの横顔」 | 9会場18公演 大阪城ホール（大阪府大阪市中央区、7月14日・15日） 朱鷺メッセ・新潟コンベンションセンター（新潟県新潟市中央区、7月20日・21日） 広島グリーンアリーナ（広島県広島市中区、7月27日・28日） 真駒内セキスイハイムアイスアリーナ（北海道札幌市南区、8月17日・18日） LaLa arena TOKYO-BAY（千葉県船橋市、8月31日・9月1日） セキスイハイム スーパーアリーナ（宮城県宮城郡利府町、9月7日・8日） マリンメッセ福岡 A館（福岡県福岡市博多区、9月15日・16日） Kアリーナ横浜（神奈川県横浜市西区、10月12日・13日） ポートメッセなごや 第一展示館（愛知県名古屋市港区、12月27日・28日） |
| 2025年4月26日 ｜ 同年8月24日   | Ado WORLD TOUR 2025 “Hibana”            | 33会場34公演 · さいたまスーパーアリーナ（埼玉県さいたま市中央区、4月26日・27日） · IMPACT Exhibition Hall 5-6（ タイ・バンコク、5月4日） · SM Mall of Asia Arena（ フィリピン・マニラ、5月8日） · Linkou Arena（ 台湾・台北、5月11日） · KINTEX Hall 9（ 韓国・ソウル、5月15日） · AsiaWorld-Arena（ 香港、5月18日） · Singapore Indoor Stadium（ シンガポール、5月21日） · Qudos Bank Arena（ オーストラリア・シドニー、5月25日） · Rod Laver Arena（ オーストラリア・メルボルン、5月27日） · Sportpaleis（ ベルギー・アントウェルペン、6月10日） · Royal Arena（ デンマーク・コペンハーゲン、6月14日） · Uber Arena（ ドイツ・ベルリン、6月17日） · The O2（ イギリス・ロンドン、6月19日） · Ziggo Dome（ オランダ・アムステルダム、6月21日） · Accor Arena（ フランス・パリ、6月25日） · Palau Sant Jordi（ スペイン・バルセロナ、6月29日） · Unipol Forum（ イタリア・ミラノ、7月2日） · Tacoma Dome（ アメリカ・シアトル、7月10日） · SAP Center（ アメリカ・サンノゼ、7月13日） · Crypto.com Arena（ アメリカ・ロサンゼルス、7月16日） · Footprint Center（ アメリカ・フェニックス、7月19日） · Dickies Arena（ アメリカ・フォートワース、7月22日） · Gas South Arena（ アメリカ・ダルース、7月24日） · Kia Center（ アメリカ・オーランド、7月26日） · CFG Bank Arena（ アメリカ・ボルチモア、7月29日） · United Center（ アメリカ・シカゴ、7月31日） · Scotiabank Arena（ カナダ・トロント、8月3日） · Prudential Center（ アメリカ・ニューアーク、8月5日） · Arena Ciudad de Mexico（ メキシコ・メキシコシティ、8月8日） · Espaco Unimed（ ブラジル・サンパウロ、8月13日） · Movistar Arena（ アルゼンチン・ブエノスアイレス、8月15日） · Movistar Arena（ チリ・サンティアゴ、8月18日） · Blaisdell Arena（ アメリカ・ホノルル、8月24日） |

#### 備考
- ファーストライブ『喜劇』は、観客動員数800人に対し、チケット申し込みの倍率は100倍以上となった[93]。
- 2ndライブ『カムパネルラ』についてAdoは、「さいたまスーパーアリーナでライブすることは一番の夢でした」と語っている。観客動員数は20000人[94]。
- 『Ado THE FIRST WORLD TOUR “Wish”』は自身初の世界ツアーで、ヨーロッパとアメリカの公演はCrunchyrollがサポート[95]。
- 『Ado WORLD TOUR “Hibana”』では、全公演をCrunchyrollがサポート[96]。

### イベント出演
| 出演日         | 公演名                                             | 会場                                               |
| -------------- | -------------------------------------------------- | -------------------------------------------------- |
| 2022年10月16日 | 超パーティー2022                                   | さいたまスーパーアリーナ（埼玉県さいたま市中央区） |
| 2022年12月30日 | COUNTDOWN JAPAN 22/23                              | 幕張メッセ（千葉県千葉市美浜区）                   |
| 2023年8月6日   | ROCK IN JAPAN FESTIVAL 2023                        | 千葉市蘇我スポーツ公園（千葉県千葉市中央区）       |
| 2024年8月11日  | ONE PIECE DAY’24                                   | 幕張メッセ（千葉県千葉市美浜区）                   |
| 2024年9月22日  | ROCK IN JAPAN FESTIVAL 2024 in HITACHINAKA         | 国営ひたち海浜公園（茨城県ひたちなか市）           |
| 2024年12月30日 | COUNTDOWN JAPAN 24/25                              | 幕張メッセ（千葉県千葉市美浜区）                   |
| 2025年3月16日  | matsuri '25: Japanese Music Experience LOS ANGELES | Peacock Theater （ アメリカ・ロサンゼルス）        |
| 2025年4月13日  | 大阪・関西万博「Ado OPENING SPECIAL LIVE」         | EXPOアリーナ 「Matsuri」（大阪府大阪市此花区）     |

## 受賞とノミネート
| 年     | 賞                                   | カテゴリ                                                                  | 結果       |
| ------ | ------------------------------------ | ------------------------------------------------------------------------- | ---------- |
| 2021年 | 2021 Mnet Asian Music Awards         | Best New Asian Artist Japan                                               | 受賞       |
| 2021年 | 第63回日本レコード大賞               | 特別賞                                                                    | 受賞       |
| 2021年 | Billboard JAPAN MUSIC AWARDS 2021    | Heatseekers Songs of the Year「うっせぇわ」                               | 受賞       |
| 2021年 | MTV VMAJ 2021                        | Breakthrough Song「うっせぇわ」                                           | 受賞       |
| 2021年 | 2021ユーキャン新語・流行語大賞       | ベストテン「うっせぇわ」                                                  | 受賞       |
| 2022年 | Billboard JAPAN MUSIC AWARDS 2022    | Artist of the Year                                                        | 受賞       |
| 2022年 | Billboard JAPAN MUSIC AWARDS 2022    | Download Albums of the Year『ウタの歌 ONE PIECE FILM RED』                | 受賞       |
| 2022年 | 第36回日本ゴールドディスク大賞       | ベスト5ニュー・アーティスト（邦楽）                                       | 受賞       |
| 2022年 | 第64回日本レコード大賞               | 特別賞                                                                    | 受賞       |
| 2022年 | 第64回日本レコード大賞               | 優秀作品賞「新時代」                                                      | 受賞       |
| 2022年 | J-WAVE TOKIO HOT 100 AWARD           | BEST SONG OF 2022「新時代」                                               | 受賞       |
| 2022年 | J-WAVE TOKIO HOT 100 AWARD           | BEST BUZZ OF 2022                                                         | ノミネート |
| 2022年 | MTV VMAJ 2022                        | Song of the Year（最優秀楽曲賞）「新時代」                                | 受賞       |
| 2022年 | 令和4年アニソン大賞                  | 作品賞「新時代」                                                          | 受賞       |
| 2022年 | 令和4年アニソン大賞                  | 企画賞「新時代」                                                          | ノミネート |
| 2022年 | NexTone Award 2022                   | Silver Medal「うっせぇわ」                                                | 受賞       |
| 2022年 | MPA賞 2022                           | ヒット・ソング賞（NexTone）「踊」                                         | 受賞       |
| 2023年 | 東京アニメアワードフェスティバル2023 | 音響・パフォーマンス部門                                                  | 受賞       |
| 2023年 | 第7回クランチロール・アニメアワード  | 最優秀アニメソング賞「新時代」                                            | ノミネート |
| 2023年 | 第37回日本ゴールドディスク大賞       | 特別賞                                                                    | 受賞       |
| 2023年 | 第37回日本ゴールドディスク大賞       | ベスト3ソング・バイ・ダウンロード「新時代」                               | 受賞       |
| 2023年 | 第37回日本ゴールドディスク大賞       | ベスト5ソング・バイ・ストリーミング「新時代」「私は最強」                 | 受賞       |
| 2023年 | 第37回日本ゴールドディスク大賞       | アニメーション・アルバム・オブ・ザ・イヤー『ウタの歌 ONE PIECE FILM RED』 | 受賞       |
| 2023年 | 第15回CDショップ大賞                 | 特別賞『ウタの歌 ONE PIECE FILM RED』                                     | 受賞       |
| 2023年 | 第15回CDショップ大賞                 | 赤賞『ウタの歌 ONE PIECE FILM RED』『狂言』                               | 入賞       |
| 2023年 | 令和5年アニソン大賞                  | 作曲賞「クラクラ」                                                        | ノミネート |
| 2023年 | 第65回日本レコード大賞               | 優秀作品賞「唱」                                                          | 受賞       |
| 2023年 | NexTone Award 2023                   | Gold Medal「うっせぇわ」                                                  | 受賞       |
| 2023年 | NexTone Award 2023                   | Silver Medal「踊」                                                        | 受賞       |
| 2023年 | MPA賞 2023                           | ヒット・ソング賞（NexTone）「新時代」                                     | 受賞       |
| 2024年 | 第38回日本ゴールドディスク大賞       | ベスト3ソング・バイ・ダウンロード「唱」                                   | 受賞       |
| 2024年 | 第38回日本ゴールドディスク大賞       | ベスト5ソング・バイ・ストリーミング「唱」                                 | 受賞       |
| 2024年 | 第38回日本ゴールドディスク大賞       | 企画・アルバム・オブ・ザ・イヤー『Adoの歌ってみたアルバム』               | 受賞       |
| 2024年 | NexTone Award 2024                   | Gold Medal「新時代」                                                      | 受賞       |
| 2024年 | NexTone Award 2024                   | Bronse Medal「私は最強」                                                  | 受賞       |
| 2025年 | 第17回CDショップ大賞                 | 赤賞『残夢』                                                              | 入賞       |
| 2025年 | MUSIC AWARDS JAPAN 2025              | 最優秀国内ダンスポップ楽曲賞「唱」                                        | ノミネート |

## 出演

### 劇場版アニメ
- ONE PIECE FILM RED（2022年8月6日、東映） - ウタ 役（歌唱キャスト、ボイスキャストは名塚佳織が担当）

### 映画
- 劇場版 Ado SPECIAL LIVE「心臓」（2025年5月9日、ギャガ）[128]

### ラジオ
- SCHOOL OF LOCK!『Ado LOCKS!』（2021年11月5日 - 26日、TOKYO FM）[129]
- Adoのオールナイトニッポン0(ZERO)（2022年1月15日、ニッポン放送）[130]
- Adoのオールナイトニッポン（ニッポン放送）
  - 2022年9月14日[131]
  - 2023年4月3日 - 2024年3月25日[132][133]
- 802 BINTANG GARDEN「Ado -BLUE ROSE RADIO-」（2025年3月30日、FM802）[134]
- AdoのオールナイトニッポンGOLD（2025年4月25日、ニッポン放送）[135]

### テレビ
- NHKスペシャル 新ジャポニズム 第2集 J-POP “ボカロ”が世界を満たす（2025年3月16日、NHK総合）[136]
- Ado × 新しい学校のリーダーズ × YOASOBI「matsuri '25: Japanese Music Experience LOS ANGELES」（2025年3月29日、WOWOWプライム）[137]
- NHK MUSIC SPECIAL Ado（2025年4月24日、NHK総合）[138]
- NHK MUSIC SPECIAL J-POP 世界への挑戦（2025年5月8日、NHK総合）[139]

### CM
- タマホーム『ハッピーソングAdo篇』（2021年）
- JR西日本『ハルタビAdo』キャンペーン　第一章2023.3.1-5.7　第二章2023．5.23-7.16（2023年）
- ソフトバンク『スマホデビュー1年生』（2024年[140]）
- 丸紅『できないことは、みんなでやろう。LIVE篇』（2025年）[141]
- ジョージア（2025年）[59]
  - 「ジョージア × Ado 始動」篇
  - 「私の今日が、動きだす。」ラテ篇／ブラック篇
  - 「その一歩に、花束を。」編[142]

### 雑誌
- GiGS(ギグス)（2022年3月号）
- 日経エンタテインメント!（2023年1月号）
- nicola（2023年5月号）

### 小説
- アドロイド 11010231224214427（2024年4月19日、KADOKAWA、ISBN 978-4048976619）[143]

### NHK紅白歌合戦出場歴
| 年度   | 放送回 | 回 | 曲目 | 出演順 | 備考                                                      |
| ------ | ------ | -- | ---- | ------ | --------------------------------------------------------- |
| 2023年 | 第74回 | 初 | 唱   | 18/22  | 紅組歌手として初出場 京都府京都市下京区の東本願寺より中継 |

- 第73回（2022年）は、歌唱を担当したウタが出場。

### その他
- くら寿司（2024年） - 「くらジオ」（くら寿司店内で流れる 2024年12月終了）

## タイアップ一覧
| 起用年 | 楽曲                 | タイアップ |
| ------ | -------------------- | --- |
| 2021年 | レディメイド         | AbemaTV「AbemaPrime」2月度エンディングテーマ                                                                            |
| 2021年 | 踊                   | NHK総合『NHK MUSIC presents 夜光音楽 ボカロP 5min.』テーマソング                                                        |
| 2021年 | 夜のピエロ           | 毎日放送 ドラマ特区 『初情事まであと1時間』オープニング主題歌                                                           |
| 2021年 | 会いたくて           | 映画『かぐや様は告らせたい 〜天才たちの恋愛頭脳戦〜 ファイナル』挿入歌                                                  |
| 2021年 | 蝸旋                 | SEGA ゲームソフト『LOST JUDGMENT 裁かれざる記憶』主題歌                                                                 |
| 2021年 | 阿修羅ちゃん         | テレビ朝日系木曜ドラマ『ドクターX〜外科医・大門未知子〜』（第7シリーズ）主題歌                                          |
| 2022年 | 心という名の不可解   | カンテレ・フジテレビ系月10ドラマ『ドクターホワイト』主題歌                                                              |
| 2022年 | マザーランド         | TBS系 2022冬季スポーツテーマソング                                                                                      |
| 2022年 | 新時代               | 東映系アニメ映画『ONE PIECE FILM RED』オープニング主題歌・劇中歌                                                        |
| 2022年 | 新時代               | フジテレビ系テレビアニメ『ONE PIECE』オープニングテーマ                                                                 |
| 2022年 | 新時代               | メルセデス・ベンツ EQB×ONE PIECE FILM RED テレビCMソング                                                                |
| 2022年 | 私は最強             | 東映系アニメ映画『ONE PIECE FILM RED』劇中歌                                                                            |
| 2022年 | 逆光                 | 東映系アニメ映画『ONE PIECE FILM RED』劇中歌                                                                            |
| 2022年 | ウタカタララバイ     | 東映系アニメ映画『ONE PIECE FILM RED』劇中歌                                                                            |
| 2022年 | Tot Musica           | 東映系アニメ映画『ONE PIECE FILM RED』劇中歌                                                                            |
| 2022年 | 世界のつづき         | 東映系アニメ映画『ONE PIECE FILM RED』劇中歌                                                                            |
| 2022年 | 風のゆくえ           | 東映系アニメ映画『ONE PIECE FILM RED』エンディング主題歌・劇中歌                                                        |
| 2022年 | 風のゆくえ           | フジテレビ系テレビアニメ『ONE PIECE』劇中歌                                                                             |
| 2022年 | 行方知れず           | 映画『カラダ探し』主題歌                                                                                                |
| 2022年 | リベリオン           | 映画『カラダ探し』挿入歌                                                                                                |
| 2023年 | 花火                 | JR西日本『ハルタビAdo』キャンペーンソング                                                                               |
| 2023年 | いばら               | フジテレビ系『めざましテレビ』テーマソング                                                                              |
| 2023年 | 向日葵               | TBS系火曜ドラマ『18/40〜ふたりなら夢も恋も〜』主題歌                                                                    |
| 2023年 | DIGNITY              | 東宝配給映画『沈黙の艦隊』主題歌                                                                                        |
| 2023年 | オールナイトレディオ | 舞台『あの夜であえたら』主題歌                                                                                          |
| 2023年 | 唱                   | ユニバーサル・スタジオ・ジャパン「ハロウィーン・ホラー・ナイト」コラボ楽曲・『ユニハロ』CMソング                        |
| 2023年 | クラクラ             | テレビ東京系テレビアニメ『SPY×FAMILY』Season2オープニングテーマ                                                         |
| 2023年 | Hello Signals        | ソフトバンク『スマホデビュー1年生』編CMソング                                                                           |
| 2024年 | ショコラカタブラ     | 「ロッテチョコレート」60周年記念CMソング                                                                                |
| 2024年 | きっとコースター     | Ado×くら寿司 オリジナルテーマソング                                                                                     |
| 2024年 | ルル                 | フジテレビ系金9ドラマ『ビリオン×スクール』主題歌                                                                        |
| 2024年 | 唱                   | ユニバーサル・スタジオ・ジャパン『ユニハロ』CMソング                                                                    |
| 2024年 | Episode X            | 映画『劇場版ドクターX』主題歌                                                                                           |
| 2025年 | エルフ               | TBS系金曜ドラマ『クジャクのダンス、誰が見た?』主題歌                                                                    |
| 2025年 | ロックスター         | 丸紅株式会社『できないことは、みんなでやろう。』編 CMソング                                                             |
| 2025年 | わたしに花束         | ジョージア「ジョージア × Ado 始動」篇、「私の今日が、動きだす。」ラテ篇／ブラック篇、「その一歩に、花束を。」編CMソング |
| 2025年 | Stay Gold            | テレビ東京系テレビアニメ『BEYBLADE X』エンディングテーマ                                                                |
| 2025年 | ゲゲゲの鬼太郎       | フジテレビ系テレビアニメ『ゲゲゲの鬼太郎 私の愛した歴代ゲゲゲ』オープニング主題歌                                       |
| 2025年 | 唱                   | メジャーリーグベースボール「Heroes of the Game」キャンペーン挿入歌                                                      |
| 2025年 | FREEDOM              | SNK「餓狼伝説 City of the Wolves」コラボMV使用楽曲                                                                      |
| 2025年 | 風と私の物語         | 東宝配給映画『沈黙の艦隊 北極海大海戦』主題歌                                                                           |